# 佐藤嘉恭
佐藤 嘉恭（さとう よしやす、1934年9月27日 - 2022年9月6日）は、日本の外交官。外務省大臣官房長、駐中華人民共和国特命全権大使などを務めた。
1984年多忙で体調不良のため医師の進言で在アメリカ合衆国日本国大使館公使に異動。帰国後、外務省経済局長、大臣官房長を経て、1992年には外務審議官に起用されるはずだったが、大学の先輩にあたる当時の渡辺美智雄外務大臣兼副総理が大臣官房長留任を希望し、松浦晃一郎が代わりに外務審議官に就いた。クリスチャン。

## 経歴
- 1953年 成城学園高等学校卒[3]
- 1957年 外交官領事官採用試験合格（同期は都甲岳洋、山下新太郎、股野景親、近藤豊、斎藤邦彦など15名）
- 1958年 一橋大学法学部卒、外務省入省
- 1958年-1960年英語研修（オックスフォード大学）。以後、在インドネシア大使館、アジア局、アメリカ局北米第一課首席事務官などを経験[4]。
- 1974年2月 大臣官房調査部調査官兼大臣官房
- 1974年8月 在アメリカ合衆国日本国大使館参事官（ハーバード大学国際問題研究所フェロー）
- 1975年6月 在香港日本国総領事館領事
- 1977年9月 情報文化局書記官兼大臣官房
- 1977年12月 アジア局北東アジア課長
- 1978年12月 大平正芳内閣総理大臣秘書官
- 1980年9月 大臣官房外務参事官兼経済局
- 1983年8月 大臣官房審議官兼経済局
- 1984年8月 在アメリカ合衆国日本国大使館公使
- 1986年9月 国際通貨基金総務会日本政府代表顧問、国際復興開発銀行総務会日本政府代表顧問、国際金融公社総務会日本政府代表顧問、国際開発協会総務会日本政府代表顧問
- 1986年10月 在アメリカ合衆国日本国大使館特命全権公使
- 1988年1月 外務省経済局長
- 1989年5月 外務省大臣官房長
- 1992年7月 経済協力開発機構日本政府代表部特命全権大使（1994年2月 国際エネルギー機関（IEA）理事会議長）
- 1995年2月 駐中華人民共和国特命全権大使
- 1998年6月 退職。その後東京電力株式会社顧問、株式会社資生堂顧問、日本陝西協力会会長、社団法人日中友好協会副会長（会長代理）、日本国際貿易促進協会顧問、 財団法人国際協力推進協会理事長、社団法人霞関会会長、特定非営利活動法人日中産学官交流機構副理事長等を務めた。
- 2010年11月 瑞宝重光章受章[5]。
- 2022年9月6日、慶應義塾大学病院に入院していたが、再発性の胃がんのため死去[1][6]。87歳没。死没日付をもって従三位に叙された[7]。